# Skruvmekanism

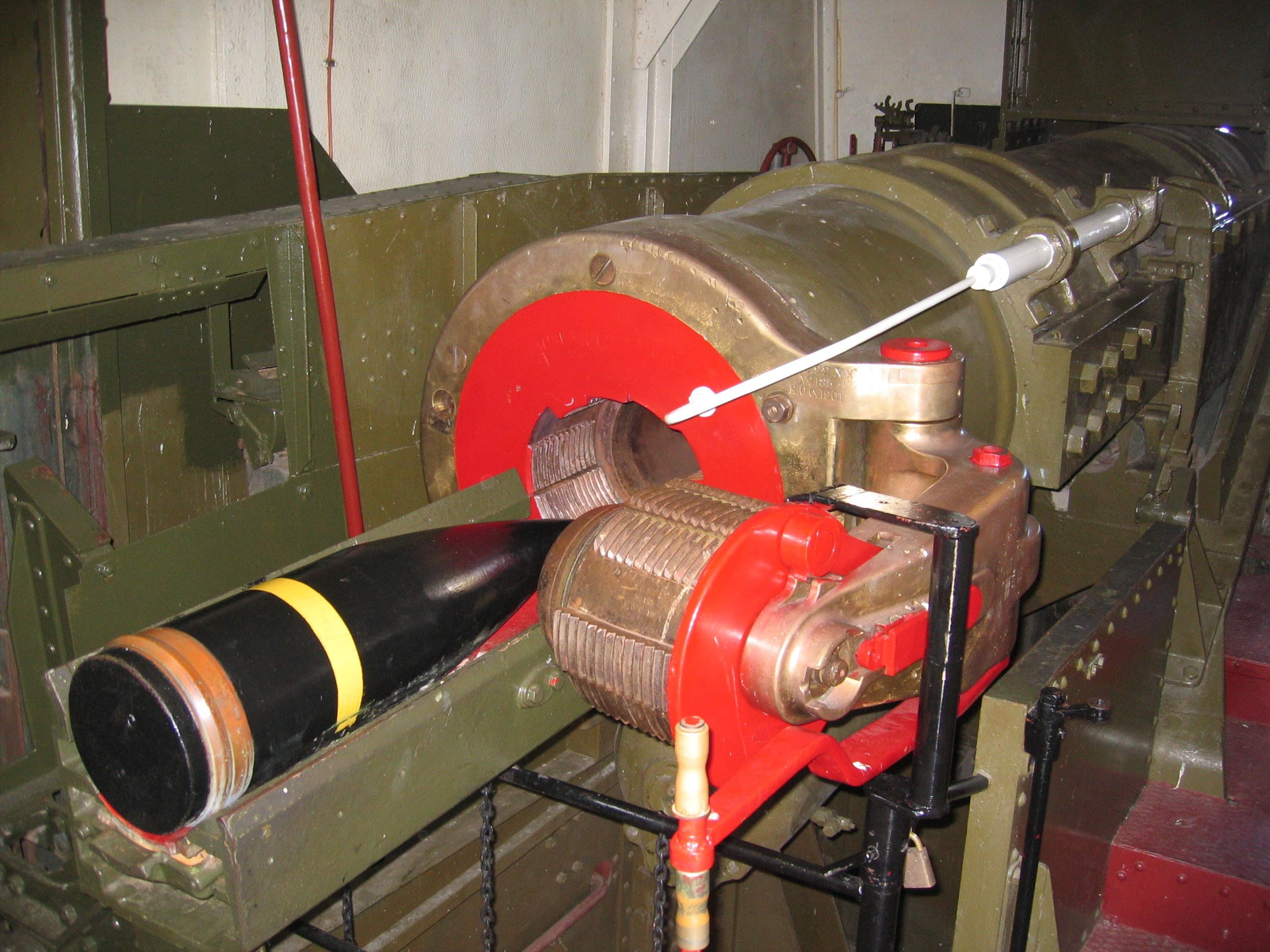
9,2 tums kustartillerikanon från andra världskriget, Rottnest Island i Australien

Skruvmekanism är en mekanism som används på kanoner och haubitser. Mekanismen innehåller en rörlig del (skruven) som är försedd med gängor på sidorna. Gängorna passar i motsvarande gängor i pjäsens bakstycke. Delar av gängorna är borttagna, så att skruven bara behöver vridas 1/6 varv för att stängas helt. När pjäsen ska laddas svängs skruven åt sidan på gångjärn.
Pjäser med skruvmekanism laddas med projektil och kardus. 

## Varianter

### Trappskruv

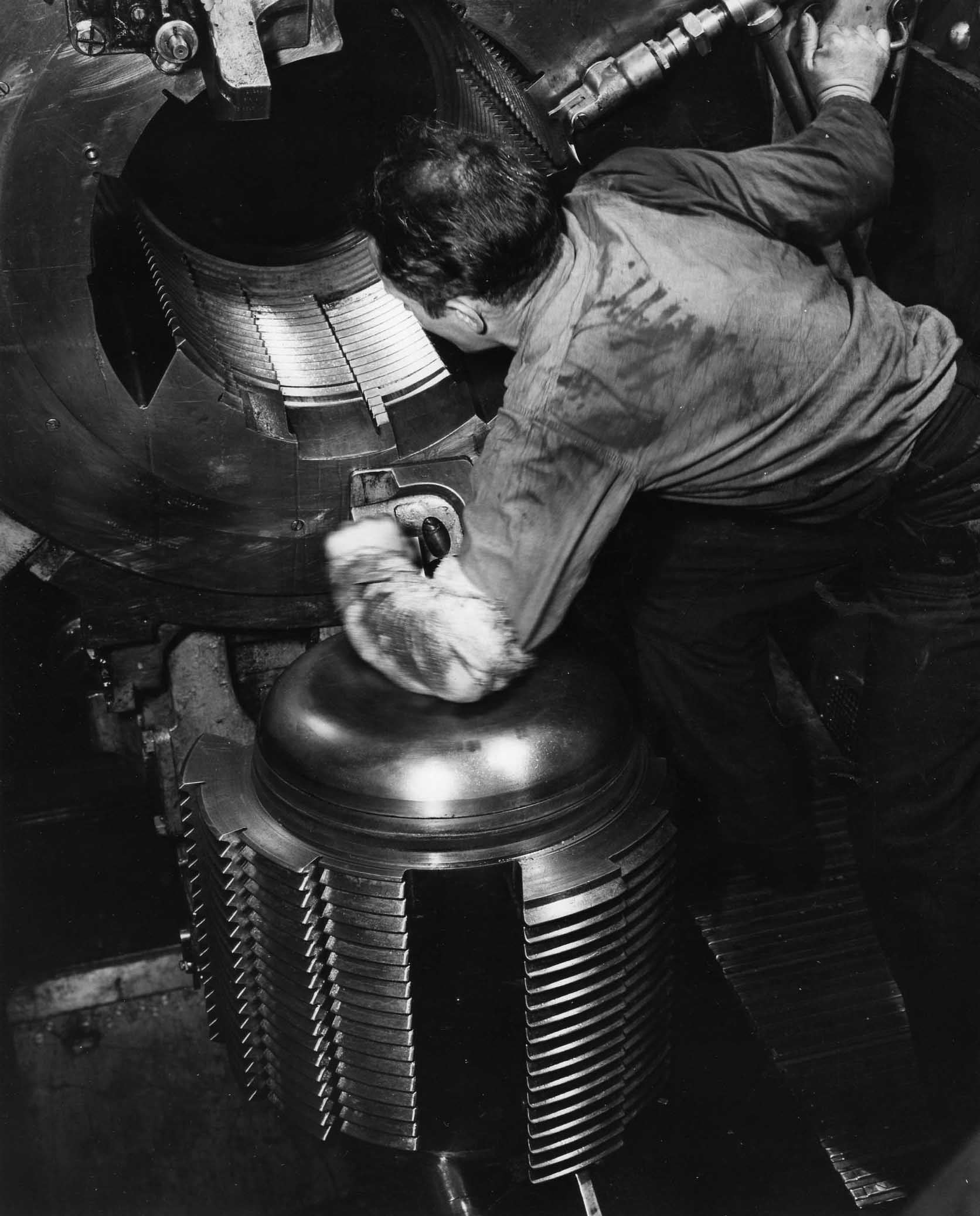
Trappskruvsmekanism på en 16-tums kanon ombord på. Notera de fyra stegen med gängor.

Ett problem med den ursprungliga skruvmekanismen var att endast hälften av skruvens omkrets kunde förses med gängor, som en följd av detta behövde skruven vara tämligen lång för att hålla för trycket i eldröret. Med trappskruven eller Welin-skruven som uppfanns av Axel Welin 1890 kunde längden på skruven reduceras. Genom att skära gängorna i ett antal trappstegsformade sektorer med gradvis mindre diameter kan den gängade andelen av omkretsen utökas till antalet steg/(1+antalet steg). Så med fyra gängsteg så ökade den gängade andelen av omkretsen till 80 % jämfört med 50 % med en enkel skruvmekanism, därmed kan längden på skruven reduceras i motsvarande grad.

### Asbury-mekanism
Asbury-mekanismen är en utveckling av trappskruven där ett system av kuggar och kugghjul kopplar ihop rörelsen för att vrida skruven ur låsning och att svänga ut den, så att öppnandet av kammaren kunde ske med en enda rörelse.